# انیمه شمال
انیمه شمال (انگلیسی: Anime North) یک کنفرانس غیرانتفاعی و کنوانسیون انیمه توسط طرفداران است، که هر ساله در اتوبیکو، ناحیه ای در تورنتو، انتاریو، کانادا برگزار می‌شود. جاذبه‌ها، فعالیت‌ها و رویدادهای اصلی آن عبارتند از: باالماسکه، اتاق فروشندگان، کوچه هنرمندان، ارائه‌های مهمان افتخاری، بازی (ویدئو و RPG)، بحث‌های پانل، ارائه ویدیو، مسابقات و رقص.